# Richard Zandrén
Gustaf Richard Zandrén, född den 29 augusti 1890 i Daretorps församling, Skaraborgs län, död den 13 oktober 1971 i Jönköping, var en svensk militär.
Zandrén blev underlöjtnant vid Smålands artilleriregemente 1912, löjtnant där 1916 och kapten där 1926. Han befordrades till major i armén 1936, blev major vid regementet 1937 och överstelöjtnant där 1941. Zandrén var som överstelöjtnant ställföreträdande befälhavare i Bodens försvarsområde 1943–1948. Han blev överste i armén sistnämnda år. Zandrén blev riddare av Svärdsorden 1933.